# メリッサ・ベローテ
メリッサ・ベローテ　(Melissa Louise Belote 1956年10月16日 - )は、アメリカ合衆国ワシントンD.C.出身のアメリカ人女子競泳選手である。1972年ミュンヘンオリンピックで100m背泳ぎ・200m背泳ぎ・400mメドレーリレーで三冠を達成した。

## 経歴

### 1972年ミュンヘンオリンピック
ミュンヘンオリンピック100m背泳ぎでは1分5秒78のオリンピック新記録を樹立し、200m背泳ぎでは2分19秒19の世界新記録を更新し、400mメドレーリレーでも4分20秒75の世界新記録を打ち立てて3冠を達成した。

### 1973年ベオグラード世界選手権
第1回目となるベオグラード世界選手権において、200m背泳ぎで金メダル、100m背泳ぎと400mメドレーリレーで銀メダルを獲得した。

### 1976年モントリオールオリンピック
1976年モントリオールオリンピック200m背泳ぎで代表権を獲得したが、決勝で5位に終わり、2大会連続メダル獲得はならなかった。